# Griseta de vellut
La griseta de vellut (Polyommatus fulgens) és una espècie de lepidòpter papilionoïdeu de la família dels licènids (Lycaenidae) present als Països Catalans.

## Distribució
Endèmica de la península Ibèrica, on només és present al terç nord, concretament des de la Serralada Cantàbrica fins a Catalunya. A Catalunya ocupa els Prepirineus i muntanyes de la Catalunya Central, amb el límit meridional a la Serra del Montmell, a la Serralada Prelitoral.

## Descripció
Envergadura alar d'uns 29 mm. Marcat dimorfisme sexual per la diferent coloració de l'anvers. El mascle té l'anvers de color blau grisós amb un estret marge negre que s'estén per la part exterior de les venes en ambdues ales. A més, l'ala anterior presenta una gran àrea vellutada prop de la base, conseqüència de la presència d'escates androconials en aquesta àrea. La femella té l'anvers de color bru i té un punt negre a la cel·la de l'ala anterior. Revers semblant en ambdós sexes, tot i que el color de fons és gris en els mascles i bru clar en les femelles. L'ala anterior presenta una sèrie de grans punts negres vorejats de blanc a la part exterior i un altre punt negre aïllat més proper a la base. Ala posterior amb una sèrie de punts negres similars als de l'ala anterior, però més petits, i una franja blanca que apareix rarament.

## Hàbitat
Zones obertes, com ara prats, àrees pedregoses amb herba, matollars esclarissats i clarianes d'alzinars i pinedes, sobretot a la muntanya mitjana i sempre sobre substrat calcari. Rang altitudinal des dels 400 m fins als 1800 m. L'eruga s'alimenta de diverses fabàcies del gènere Onobrychis, com ara O. viciifolia.

## Període de vol i hibernació
Vola en una generació entre juny i principi de setembre. Hiberna com a eruga.

## Comportament
La femella pon els ous de forma individual a les bràctees dels fruits ja secs de la seva planta nutrícia.